# Ecuación de Erdogan-Chatwin
En dinámica de fluidos, la ecuación de Erdogán-Chatwin se refiere a una ecuación de difusión no lineal para el campo escalar, que explica la dispersión inducida por cizalladura debido a las fuerzas de flotabilidad horizontal. La ecuación recibió su nombre de M. Emin Erdogan y Phillip C. Chatwin, quienes la derivaron en 1967.  La ecuación para el campo escalar {\displaystyle \varphi (x,t)} es la siguiente:
{\displaystyle \varphi _{t}=(\varphi _{x}+a\varphi _{x}^{3})_{x},}
donde {\displaystyle a} es una constante positiva. Para {\displaystyle a\ll 1}, la ecuación se reduce a la ecuación lineal de calor,
{\displaystyle \varphi _{t}=\varphi _{xx}} y para {\displaystyle a\gg 1}, la ecuación se reduce a {\displaystyle \varphi _{t}=3a\varphi _{x}^{2}\varphi _{xx}}.